# Intervall (Musik)
Als Intervall (von lateinisch intervallum ‚Zwischenraum‘) bezeichnet man in der Musik den Tonhöhenabstand zwischen nacheinander (sukzessiv) oder gleichzeitig (simultan) erklingenden Tönen im Kontext musikalischer Strukturen, wie Tonleitern, Akkorden oder Melodien.
Im deutschsprachigen Raum werden Intervalle in Anlehnung an die lateinischen Ordinalzahlen benannt: „Prime“ (von lateinisch prima, „die Erste“), „Sekunde“ (von secunda, „die Zweite“), „Terz“ (von tertia, „die Dritte“) usw. Im romanisch- und englischsprachigen Raum werden in der Regel die Ordinalzahlen der jeweiligen Sprache verwendet.
Beispiel für Intervalle sind die große Terz  f1–a1, die Quarte f1–b1, die Quinte f1–c2 und die Oktave f1–f2.

## Antikes Griechenland
Hauptbeitrag → Musiktheorie im antiken Griechenland → Die Tongeschlechter
Nach der Legende Pythagoras in der Schmiede definierte dieser die für Tonalität zentralen Intervalle als ganzzahlige Frequenzproportionen von Längen schwingender Saiten eines Monochords:
- Oktave (Frequenz): 2:1 (Oktave aufwärts bei Halbierung der Länge)
- Quinte (Frequenz): 3:2 (Quinte aufwärts bei zwei Dritteln der Länge)
- Quarte (Frequenz): 4:3 (Oktave 2:1 aufwärts, dann Quinte 3:2 abwärts, also: 2⁄1 : 3⁄2 = 4⁄3)[3]
- Ganzton (Frequenz): 9:8 (Quinte 3:2 aufwärts, dann Quarte 4:3 abwärts, also: 3⁄2 : 4⁄3 = 9⁄8)[3]

Er berücksichtigte nicht die große Terz (5:4), sondern ein aus zwei großen Ganztönen bestehendes, um das syntonische Komma (81:80) größeres Intervall: den Ditonus (81:64). Zog man den Ditonus von einer reinen Quarte ab, so blieb das Leimma übrig (256:243). Mit diesen Intervallen ließ sich kein stabiler harmonischer Dreiklang bilden, so dass die antike griechische Musik noch keine Harmonik im späteren europäischen Sinn ausbildete. Erst Archytas und Didymos bestimmten die große Terz (5:4), Eratosthenes die kleine Terz (6:5).
Die Pythagoreer ließen nur als ganzzahlige Verhältnisse errechenbare Intervalle gelten. Sie fanden keinen Quotienten, dessen Verdoppelung 9:8 ergibt, so dass sie den Ganzton nicht in zwei gleiche Halbtöne, sondern nur in einen kleineren (diesis) und einen größeren (apotome) Halbton teilen konnten. Auch war eine Oktave für sie mathematisch nicht exakt mit der Summe von sechs Ganzton- oder zwölf Halbtonschritten identisch, denn zwölf aneinander gereihte reine Quinten ergeben einen etwas höheren Zielton als die siebte Oktave des Ausgangstons. Die Differenz bezeichnet man als das pythagoreische Komma.
Philolaos wandelte erstmals addierte musikalische Intervalle in multiplizierte akustische Proportionen um. Diese Methode wurde nach 1585 von Simon Stevin durch eine Exponentialfunktion und um 1640 von Bonaventura Francesco Cavalieri und Juan Caramuel y Lobkowitz durch die logarithmische Umkehrfunktion optimiert. Euklid fasste Intervallproportionen hypothetisch bereits als Frequenzverhältnisse auf, ohne sie schon messen zu können.
Im Gegensatz zu den Pythagoreern definierte Aristoxenos Intervalle nicht mathematisch, sondern akustisch als hörbaren „Zwischenraum“ (diastema) zwischen zwei Tönen einer kontinuierlichen Melodie, wie es griechischer Musikpraxis entsprach. Demgemäß ordnete er jedem Intervall eine bestimmte Anzahl festgelegter Tonhöhen (Töne) zu, die es umfasst. So enthielt die Quarte vier aufeinander folgende Töne, ein sogenanntes Tetrachord. Dessen Außentöne wurden später ebenfalls kurz als Intervall bezeichnet, so dass der Begriff fortan den Abstand vom ersten zum letzten Ton einer solchen Tonfolge meinte.
Den Ganzton teilte Aristoxenos praktisch in zwei, drei oder vier gleiche Teilintervalle ein. Die verschiedene Kombination von Halb- und Ganztönen innerhalb eines Tetrachords ergab dessen genus (Tongeschlecht: diatonisch, chromatisch oder enharmonisch). Zwei im Abstand eines Ganztons aufeinander folgende Tetrachorde ergaben verschiedene Tonleitern (Modi) im Rahmen einer Oktave.

## Intervalle der gleichstufigen und reinen Stimmung

### Größe und Frequenzverhältnisse von Intervallen
In gleichstufiger Stimmung kann man Intervalle durch die Anzahl der Halbtöne H (1 H = 100 Cent) angeben, die sie umfassen. Da die gleichstufige Stimmung jedoch ein Kompromiss in der Intonation ist, werden die genauen Werte in reiner Stimmung mit dem Frequenzverhältnis und dem logarithmischen Maß Cent angegeben.
| Intervall      | gleichstufige Stimmung | reine Stimmung Frequenzverhältnis | reine Stimmung Größe |
| -------------- | ---------------------- | --------------------------------- | -------------------- |
| kleine Sekunde | 1 H = 100 Cent         | 16:15                             | 112 Cent             |
| große Sekunde  | 2 H = 200 Cent         | 9:8                               | 204 Cent             |
| kleine Terz    | 3 H = 300 Cent         | 6:5                               | 316 Cent             |
| große Terz     | 4 H = 400 Cent         | 5:4                               | 386 Cent             |
| Quarte         | 5 H = 500 Cent         | 4:3                               | 498 Cent             |
| Tritonus       | 6 H = 600 Cent         | 45:32                             | 590 Cent             |
| Quinte         | 7 H = 700 Cent         | 3:2                               | 702 Cent             |
| kleine Sexte   | 8 H = 800 Cent         | 8:5                               | 814 Cent             |
| große Sexte    | 9 H = 900 Cent         | 5:3                               | 884 Cent             |
| kleine Septime | 10 H = 1000 Cent       | 16:9                              | 996 Cent             |
| große Septime  | 11 H = 1100 Cent       | 15:8                              | 1088 Cent            |
| Oktave         | 12 H = 1200 Cent       | 2:1                               | 1200 Cent            |

### Ausführliche Tabelle von Intervallen
| Intervall          | Proportionen        | differenzierte Bezeichnungen                                                                             | Näherung in Cent            | zwölftönig gleichstufig, exakte Werte |
| ------------------ | ------------------- | --- | --------------------------- | ------------------------------------- |
| Prime              | 1⁄1                 | Prime | 0 Cent                      | 0 Cent                                |
| übermäßige Prime   | 25⁄24 135⁄128       | kleiner chromatischer Halbton großer chromatischer Halbton                                               | 71 Cent 92 Cent             | 100 Cent                              |
| kleine Sekunde     | 256⁄243 16⁄15       | Leimma (pythagoreische Stimmung) diatonischer Halbton (reine Stimmung)                                   | 90 Cent 112 Cent            | 100 Cent                              |
| große Sekunde      | 10⁄9 ⁄8             | kleiner Ganzton (reine Stimmung) großer Ganzton (pyth. und reine Stimmung)                               | 182 Cent 204 Cent           | 200 Cent                              |
| kleine Terz        | 32⁄27 6⁄5           | kleine Terz (pythagoreische Stimmung) kleine Terz (reine Stimmung)                                       | 294 Cent 316 Cent           | 300 Cent                              |
| große Terz         | 5⁄4 81⁄64           | reine große Terz Ditonus (pythagoreische Stimmung)                                                       | 386 Cent 408 Cent           | 400 Cent                              |
| Quarte             | 4⁄3                 | reine Quarte                                                                                             | 498 Cent                    | 500 Cent                              |
| übermäßige Quarte  | 45⁄32 7⁄5 729⁄512   | diatonischer Tritonus Huygens’ Tritonus pythagoreische Stimmung                                          | 590 Cent 582 Cent 612 Cent  | 600 Cent                              |
| verminderte Quinte | 1024⁄729 64⁄45 10⁄7 | pythagoreische Stimmung reine Stimmung Eulers Tritonus                                                   | 588 Cent 610 Cent 617 Cent  | 600 Cent                              |
| Quinte             | 3⁄2                 | reine Quinte                                                                                             | 702 Cent                    | 700 Cent                              |
| kleine Sexte       | 8⁄5                 | reine kleine Sexte                                                                                       | 814 Cent                    | 800 Cent                              |
| große Sexte        | 5⁄3                 | reine große Sexte                                                                                        | 884 Cent                    | 900 Cent                              |
| kleine Septime     | 16⁄9 ⁄5 7⁄4         | pyth. und kleinere reine (Oktave – großer Ganzton) größere reine (Oktave – kleiner Ganzton) Naturseptime | 996 Cent 1017 Cent 969 Cent | 1000 Cent                             |
| große Septime      | 15⁄8                | diatonisch rein                                                                                          | 1088 Cent                   | 1100 Cent                             |
| Oktave             | 2⁄1                 | reine Oktave                                                                                             | 1200 Cent                   | 1200 Cent                             |

Ausführliche Intervalltabellen der pythagoreischen, mitteltönigen, reinen und gleichstufigen Stimmung:
- siehe Tonstruktur (mathematische Beschreibung)

## Die Intervalle der heptatonischen Diatonik

### Intervallbezeichnungen
Die von der antiken griechischen Musiklehre beeinflusste Darstellung der Tonsysteme durch die europäische Musiktheorie beruht auf heptatonischen Tonleitern, d. h. Skalen mit sieben Tonstufen innerhalb eines Oktavrahmens, deren Binnenstrukturen aus unterschiedlich großen Tonschritten (Ganzton- und Halbtonschritten) bestehen und daher als diatonisch bezeichnet werden. Aus den lateinischen Ordinalzahlen der innerhalb einer skalaren Darstellung absoluten Tonstufen (prima „die Erste“, secunda „die Zweite“, tertia „die Dritte“ usw.) ergaben sich die Namen der Intervalle, die sich ebenso auf relative Tonabstände beziehen können. So bezeichnet die Angabe „eine Terz aufwärts“ den relativen Abstand einer Tonstufe zu der zwei Tonschritte höher liegenden Stufe, beispielsweise von der ersten zur dritten, oder von der dritten zur fünften Tonstufe einer Skala.
In der Literatur finden sich folgende Intervallnamen:
| Stufe | Bezeichnung                                   |
| ----- | --------------------------------------------- |
| 1     | Prime                                         |
| 2     | Sekunde                                       |
| 3     | Terz                                          |
| 4     | Quarte                                        |
| 5     | Quinte                                        |
| 6     | Sexte                                         |
| 7     | Septime oder Septe                            |
| 8     | Oktave                                        |
| 9     | None                                          |
| 10    | Dezime                                        |
| 11    | Undezime                                      |
| 12    | Duodezime                                     |
| 13    | Tredezime oder Terzdezime                     |
| 14    | Quartdezime                                   |
| 15    | Quintdezime oder Quindezime oder Doppeloktave |

### Intervallgrößen

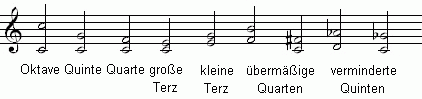
Intervalle im Notenbild

Die Intervalle Sekunde, Terz, Sexte und Septime kommen in je zwei Typen vor, als großes und kleines Intervall. Der Unterschied beträgt jeweils einen Halbton.
Primen und Oktaven, Quarten und Quinten werden als rein bezeichnet.
Jedes Intervall kann in übermäßiger oder verminderter Form auftreten. Auch dies bedeutet Vergrößerung bzw. Verkleinerung um einen Halbton. Die übermäßige Quarte (auch Tritonus genannt) und die verminderte Quinte finden sich schon in der Stammtonreihe: F–H bzw. H–f, und entsprechend in jeder Durtonleiter zwischen vierter und siebter Tonstufe und jeder Molltonleiter zwischen zweiter und sechster Stufe. Diese beiden Intervalle klingen in der gleichstufigen Stimmung gleich. In allen anderen Fällen entstehen übermäßige oder verminderte Intervalle durch Alteration, also Erhöhen oder Erniedrigen eines Tons um einen Halbtonschritt.
Die Erhöhung bzw. Erniedrigung übermäßiger bzw. verminderter Intervalle führt zu doppelt übermäßigen und doppelt verminderten Intervallen.

#### Intervallsigel
Neben der Verwendung arabischer Zahlen für die Intervalle (1 = Prime, 2 = Sekunde, 3 = Terz usw.) gibt es zur Darstellung von Intervallgrößen unterschiedliche Methoden abgekürzter Schreibweisen (Sigel), wobei die Bedeutung der teilweise uneinheitlich verwendeten Kürzel oftmals erst aus dem Kontext erschlossen werden kann:
- M oder maj bzw. j (engl. major), seltener auch + [13] = groß
- m oder min (minor) oder − = klein
- dim (diminished) oder - oder > [14] = vermindert
- aug (augmented) oder + oder < [14] = übermäßig

### Komplementärintervalle
Als Komplementärintervalle, Ergänzungsintervalle oder Umkehrintervalle bezeichnet man je zwei Intervalle im Oktavraum, die einander zu einer Oktave ergänzen. Das Komplementärintervall entsteht, indem beim gegebenen Intervall (Grundform) der obere Ton um eine Oktave nach unten oder der untere um eine Oktave nach oben versetzt wird. Jeweils komplementär sind:
- Primen und Oktaven,
- Sekunden und Septimen.
- Terzen und Sexten,
- Quarten und Quinten.

Dabei bleiben reine Intervalle rein, große werden mit kleinen, verminderte mit übermäßigen Intervallen ergänzt und umgekehrt. Intervalle, die über die Oktave hinausgehen, werden nicht gesondert ergänzt, sondern als Addition zu einer Oktave aufgefasst: Eine Dezime entspricht also einer Oktave plus einer Terz; zu ihr ist dann ebenfalls eine Sexte komplementär.

### Intervallqualität
Erklingen die Töne eines Intervalls gleichzeitig, so können sie in konsonante („zusammenklingende“) und dissonante („auseinanderklingende“) Zusammenklänge eingeteilt werden. 

#### Einteilung in Konsonanzen und Dissonanzen
Als konsonant werden Intervalle bezeichnet, deren Töne als miteinander verschmelzend, zueinander gut passend, harmonisch entspannt, ruhig und stabil klingend empfunden werden. Als dissonant gelten Intervalle, deren Töne eine starke Reibung gegeneinander haben und unruhig klingen und darum beim Hörer den Wunsch nach einer Auflösung in eine Konsonanz erzeugen.
Welche Intervalle als konsonant oder dissonant gelten bzw. empfunden werden, hängt vor allem mit kulturell geprägten Hörgewohnheiten zusammen. Allgemein gilt aber: der Grad der Konsonanz ist umso höher, mit je kleineren ganzen Zahlen sich das Verhältnis (die Proportion) der Schwingungszahlen (Frequenzen) der beiden Töne eines Intervalls ausdrücken lässt. Diese Entdeckung wird Pythagoras zugeschrieben. In der Antike, wie auch noch das gesamte Mittelalter hindurch, galten einzig die Oktave (Frequenzverhältnis 1:2), die Quinte (2:3) und die Quarte (3:4) als Konsonanzen. Etwa seit 1500 wurden allmählich auch Terzen und Sexten als Konsonanzen empfunden. Als Dissonanzen gelten alle Sekunden und Septimen sowie alle übermäßigen oder verminderten Primen, Quarten, Quinten und Oktaven. Eine Sonderstellung nahm etwa seit dem 16. Jahrhundert die Quarte ein: in der Satz- und Kontrapunktlehre galt sie als Dissonanz, wenn sie im mehrstimmigen Satz aus drei oder mehr Stimmen durch die Unterstimmen gebildet wurde.
Die Möglichkeiten für den Einsatz konsonanter Intervalle haben sich über die Jahrhunderte der Entwicklung der mehrstimmigen Musik in Europa stets erweitert. Nach der traditionellen Harmonielehre der europäischen Kunstmusik werden dissonante Klänge im musikalischen Satz hauptsächlich zur Erzeugung harmonischer Spannung auf unbetonten Zählzeiten und besonders zur Kadenzbildung an Schlüssen oder Binnenzäsuren eingesetzt. Ein besonders typisches Beispiel hierfür ist der Dominantseptakkord, welcher die kleine Septime als dissonanten Ton führt. In der Funktionsharmonik der europäischen Musik hat dieser Klang die Funktion, die harmonische Spannung vor dem konsonanten Schlussklang zu erhöhen. Der funktionsharmonisch geprägte Hörer hört hier eine deutliche Strebetendenz der Septime (Leitton) – sie muss einen Halbton abwärts aufgelöst werden.
Der Gebrauch von Dissonanzen für erhöhte harmonische Spannung verstärkte sich in der Romantik und Spätromantik zunehmend. Bereits die Musik Richard Wagners, Max Regers oder auch Gustav Mahlers zeigte Tendenzen dahin, dass nahezu jeder tonleitereigene oder tonleiterfremde Ton als nach oben oder unten auflösbarer Leitton verwendet werden konnte, so dass sich die Tonalität aufzulösen begann (siehe auch: verminderter Akkord, übermäßiger Akkord).
In der atonalen Musik des 20. Jahrhunderts, aber z. B. auch mit dem Jazz kann man dann von einer Emanzipation der Dissonanz sprechen. Bei der Kompositionstechnik der Zwölftonmusik werden bevorzugt Dissonanzen angewendet. Dadurch wirken bewusst gesetzte Konsonanzen in diesen Musikstücken „instabil“; wegen dieses Reizes konnte beispielsweise der Dreiklang in der Zwölftonmusik als besonderes Ausdrucksmittel in Form eines Motives eingesetzt werden.
In der Jazzharmonik übernahmen Akkorde mit hinzugefügten Septimen, Nonen oder auch verminderten Quinten die Funktion von Hauptklängen, während diese nach der traditionellen Harmonielehre nur aus konsonanten Intervallen bestehen dürfen.

## Hörbeispiele
| Halbtöne | Intervall      | steigend | fallend |
| -------- | -------------- | -------- | ------- |
| 1        | kleine Sekunde | C–Des    | C–H     |
| 2        | große Sekunde  | C–D      | C–B     |
| 3        | kleine Terz    | C–Es     | C–A     |
| 4        | große Terz     | C–E      | C–As    |
| 5        | Quarte         | C–F      | C–G     |
| 6        | Tritonus       | C–Fis    | C–Ges   |
| 7        | Quinte         | C–G      | C–F     |
| 8        | kleine Sexte   | C–As     | C–E     |
| 9        | große Sexte    | C–A      | C–Es    |
| 10       | kleine Septime | C–B      | C–D     |
| 11       | große Septime  | C–H      | C–Des   |
| 12       | Oktave         | C–C      | C–C     |

## Merkhilfen in der Gehörbildung
Die Anfänge (Incipits) populärer Melodien können dazu dienen, eine Klangvorstellung der wichtigsten diatonischen Intervalle zu entwickeln, wobei sich die Höreindrücke je nach Position der beiden beteiligten Noten zur umgebenden Tonleiter deutlich unterscheiden können:
| Halbton | Intervall                       | steigend                                                                                         | fallend |
| ------- | ------------------------------- | ------------------------------------------------------------------------------------------------ | --- |
| 1       | kleine Sekunde (Halbtonschritt) | „Kommt ein Vogel geflogen …“ „Schne-e-flöckchen, Weißröckchen, wann kommst Du geschneit? …“      | „Vom Himmel hoch, da komm ich her …“ (Martin Luther) Für Elise von Beethoven                                                                               |
| 2       | große Sekunde                   | „Al-le meine Entchen“ „Al-le Jahre wieder“                                                       | „Schlaf, Kind-lein, schlaf ...“ „Yes-ter day...“ (Lennon/McCartney – The Beatles)                                                                          |
| 3       | kleine Terz                     | „Ein Vo-gel woll-te Hochzeit machen …“ Greensleeves („A-las my loue, ye do me wrong, …“)         | „Häns-chen klein …“ „Kuk-kuck, Kuk-kuck, ruft’s aus dem Wald …“                                                                                            |
| 4       | große Terz                      | „Al-le Vögel sind schon da …“ „Kum-ba-ya, my Lord …“                                             | „Inns- bruck, ich muss dich lassen“ (Heinrich Isaac) Leitmotiv der 5. Sinfonie von Beethoven (Schicksalssinfonie): G-G-G-Es                                |
| 5       | Quarte                          | Ta-tü (Martinshorn) „O Tannenbaum, …“                                                            | „Mor-gen, Kinder, wird’s was geben …“ (Melodie von Carl Gottlieb Hering) Kleine Nachtmusik von W.A.Mozart, G-D-G-D-G-D-G-H-D                               |
| 6       | Tritonus                        | „Ma-ri-a …“ (Maria aus West Side Story) „The Simp-sons …“ (Anfang der Titelmelodie der Simpsons) | In Kommt ein Vogel geflogen: „… von der Lieb-sten einen Gruß …“ „… Im Märzen der Bauer die Röß-lein ein-spannt …“                                          |
| 7       | Quinte                          | „Wach auf, meins Herzens Schöne …“ „Morgen kommt der Weihnachtsmann …“                           | „Ick heff mol en Ham-borg-er Veermaster sehn …“ (Shanty) „Nun sich der Tag geendet hat …“ (nach Adam Krieger)                                              |
| 8       | kleine Sexte                    | „When Israel was in Egypt’s land …“ Scott Joplin: The Entertainer (Yo-de-la-dee-la-dee-la-dee)   | „… gar fest um die Hand.“ (2. Schluss von Zum Tanze da geht ein Mädel) „Schick-sals-me-lodie“ / „Where do I begin“ (Soundtrack Love Story von Francis Lai) |
| 9       | große Sexte                     | „Ich weiß, es wird einmal ein Wunder gescheh’n …“ „My Bonnie is over the ocean …“                | „Nobody knows the trouble I’ve seen, …“ (Gospel) „Win-de weh’n, Schif-fe geh’n …“                                                                          |
| 10      | kleine Septime                  | „There’s a place for us …“ (Somewhere aus West Side Story) „The win-ner takes it all“ (ABBA)     | „… und der He-erbst be-ginnt.“ aus Bunt sind schon die Wälder                                                                                              |
| 11      | große Septime                   | O terra, addio, Schlussduett aus Aida „Take on me“ (A-ha)                                        | Die Hütte auf Hühnerfüßen aus Bilder einer Ausstellung von Mussorgski                                                                                      |
| 12      | Oktave                          | „Some-where over the rainbow …“ (Wizard of Oz) „I’m singing in the rain …“                       | Mainzer Narrhallamarsch „… der ihn nicht las-sen kann.“ Schluss des Kanons C-a-f-f-e-e (Carl Gottlieb Hering)                                              |